# U-121号潜艇 (1940年)
U-121号（德語：U 121）是纳粹德国战争海军建造的二十艘II-B型近岸潜艇（或称U艇）的最后一艘。它自1938年4月16日开始在吕贝克的弗伦德尔工厂铺设龙骨，1940年4月20日下水，至同年5月28日交付使用。该艇原本由中华民国海军订购，但因中国抗日战争的全面爆发而无法交付，德国人遂留为己用。第二次世界大战期间，U-121号仅担任训练艇职责，未曾参与任何实战，并最终于1945年5月5日在威悉明德自沉，残骸其后打捞上岸拆解报废。

## 设计
II级潜艇是从一战中德意志帝国海军的UB级和UF级近岸潜艇发展而来。其外观尺寸小，造价便宜且易于生产，在很短时间内便能造好。这款艇具在设计上吸收了为芬兰海军定制的欧洲水鼬号的优点，是非常出色的训练艇。但由于它们体积较小，在海面上容易剧烈颠簸，因此也被德国人戏称为“独木舟”（Einbaum）。尽管如此，一些II级艇在训练任务与战斗行动中表现相当出色，许多II级艇的衍生型号也相继被建造出来。
U-121号是一款用于近岸水域作战的II-B型单壳体潜艇。它可视作II-A型的加长版，附加的柴油舱增加了贮油量，航程也因此得到增加。其全长42.7米，舷宽4.08米，高8.6米，并有3.9米的吃水深度。水上和水下排水量则分别为279吨和328吨，惟官方提供的标准吨位为250吨。艇只采用两台曼海姆发动机厂（MWM）生产的六缸四冲程350匹公制馬力（260千瓦特）柴油机用于水面运行，以及两台各配备36个AFA蓄电池组的180匹公制馬力（130千瓦特）西门子-舒克特（SSW）电动发电机用于水下航行；水面最高航速12節（22每小時），水下7節（13每小時）；能够在水面以8節（15每小時）航速续航3,800海里（7,000），或以4節（7.4每小時）连续在水下航行43海里（80）而无需充电。它有两个轴和两副直径为0.85米的螺旋桨，具备在80－150米的深度运行的能力，紧急下潜需时30秒。
武器装备方面，U-121号在艇艏内置有三具管径为533毫米的鱼雷发射管，呈倒三角形布置，其中左舷一具、右舷一具、底部的中线上还有一具；它们合共配备5枚G7型鱼雷，或可携带最多12枚TMA水雷。此外，该艇还搭载有一门20毫米30式高射炮作为甲板炮。其标准船员编制为3名军官及22名水兵。

## 历史
U-121号原本由中国国民政府向德国订购。作为中德合作的一部分，时任中国海军署署长的陈绍宽于1937年6月9日在柏林经合步楼公司与德国吕贝克的弗伦德尔工厂达成协议，斥资9,900万马克订造排水量500吨级的远洋潜艇一艘、250吨级的近岸潜艇四艘，以及潜艇母舰一艘。协议签署后，当时预计第一艘潜艇将于1938年交付，中国派有80名海军军士官前往德国接受培训，并协商自德国海军舰队既有潜艇中先抽调一艘提供予中国海军使用。但由于最后到账的款项不足，真正开工的仅有两艘250吨级的近海潜艇，计划于1940年4月及5月完工。
然而，随着中国抗日战争于1937年7月7日全面爆发，早与德国结成战略同盟的日本对这笔交易表示不满。为了表示在中日之间保持中立，德国于1938年5月宣布中止一切战争物资输往中国，包括先前中国向德国订购的潜艇与鱼雷艇等多项海军装备；1939年，又向在德国学习的中国海军人员和学员下达了逐客令，但表示仍会认真负责的为中国监造潜艇。到了同年9月，第二次世界大战爆发，德国正式照会中国，两艘为中国建造的潜艇将由纳粹德国海军接收，中国已付款项将全数退回。其中于1940年4月20日下水的一艘被重编为U-121号，至5月28日在首度担任艇长的海军中尉卡尔-恩斯特·施勒特尔的指挥下交付使用。不过德国此前利用中国海军增购两艘II-B型潜艇的机会，实验性地大幅修改了司令塔设计，使得U-121号的适航性极差，完工后几成废艇，以致一直只能作为训练艇之用，即使在战时前线潜艇大量损耗、兵力不足时亦不肯派其奔赴战场。
战争期间，U-121号先是在驻基尔的潜艇培训区舰队以教学艇身份服役直到1942年3月25日，该部队于1940年7月1日更名为第21潜艇区舰队并迁至皮劳。从1942年3月26日至5月15日，它一度转配至驻梅默尔的第24潜艇区舰队效力，继而于同年5月16日重返第21区舰队。在苏联红军于1945年初发动的东普鲁士攻势下，德国人被迫放弃皮劳基地，该艇遂自1945年3月17日起转编至驻汉堡的第31潜艇区舰队。同年5月5日，已无任何价值的U-121号在威悉明德的老港遭凿沉，这是根据长期生效的“彩虹命令”而执行的，尽管此命令在一天前便由海军元帅卡尔·邓尼茨撤销。艇只残骸其后于1949年12月2日被打捞上岸并拆解报废。

## 脚注
1. ↑  威廉生，第6頁.
2. ↑  威廉生，第6–7頁.
3. 1 2  Gröner 1991，第39–40頁.
4. 1 2  . 凤凰网. 2009-12-30  [2023-11-21]. （原始内容存档于2023-11-21）.
5. 1 2  . 搜狐. 2017-02-25  [2023-11-21]. （原始内容存档于2023-11-21）.
6. ↑  . 新浪. 2016-11-26  [2023-11-21]. （原始内容存档于2023-11-22）.
7. ↑  . 搜狐. 2015-08-04  [2023-11-21]. （原始内容存档于2023-11-21）.
8. 1 2  Helgason, Guðmundur. . German U-boats of WWII - uboat.net.   [2023-11-21].
9. ↑  Busch & Röll，第356–372頁.